# Joachim Yaw Acheampong
Joachim Yaw Acheampong (né le 2 novembre 1973 à Accra au Ghana) est un footballeur international ghanéen, qui évoluait au poste de milieu de terrain.

## Biographie

### Carrière en sélection
Avec l'équipe du Ghana, il joue 18 matchs (pour aucun but inscrit) entre 1991 et 1996. Il figure notamment dans le groupe des sélectionnés lors des CAN de 1994 et de 1996.
Il participe également aux JO de 1992. Lors du tournoi olympique, il joue 5 matchs et glane la médaille de bronze.

## Palmarès
| IFK Norrköping - Coupe de Suède (1) : - Vainqueur : 1993-94. |  | Ghana - Jeux olympiques : - Bronze : 1992. |